# Équipe d'Indonésie de hockey sur gazon
Maillots
L'Équipe d'Indonésie de hockey sur gazon représente l'Indonésie dans les compétitions internationales masculines de hockey sur gazon.

## Histoire dans les tournois

### Jeux asiatiques
- 1994 - 9e place
- 2018 - 10e place

### Coupe AHF
- 2022 - Qualifié

### Hockey Series
- 2018-2019 - Open

## Composition
L'effectif suivant de l'Indonésie pour la Coupe AHF 2022.
Entraîneur :  Dhaarma Raj
| Numéro | Joueur            | Date de naissance | Âge | Sélections |
| ------ | ----------------- | ----------------- | --- | ---------- |
| 1      | Indi Kastoro (GB) | 14 décembre 1986  | 35  | 4          |
| 2      | Alam Fajar (GB)   | 17 avril 1999     | 22  | 0          |
| 3      | Fadli Muhamad     | 18 janvier 2000   | 22  | 0          |
| 4      | Asrul Alam        | 18 mai 1997       | 24  | 0          |
| 5      | Daarul Quthni (C) | 13 octobre 1992   | 29  | 6          |
| 6      | Iexy Kristianto   | 13 décembre 1995  | 26  | 6          |
| 7      | Soenardi          | 20 juillet 1994   | 27  | 0          |
| 8      | Frank Atwo        | 4 avril 1998      | 23  | 0          |
| 10     | Ahdan Asasi       | 3 décembre 1998   | 23  | 0          |
| 11     | Ardam             | 23 mai 1992       | 29  | 10         |
| 13     | Revo Priliandro   | 22 avril 1997     | 24  | 0          |
| 15     | Alfandy Prastyo   | 12 juillet 1999   | 22  | 6          |
| 17     | Jerry Efendi      | 19 janvier 1990   | 32  | 10         |
| 18     | Budi Romansyah    | 18 mars 1992      | 29  | 6          |
| 19     | Mochamad Fathur   | 30 janvier 2000   | 22  | 0          |
| 20     | Michael Mansoben  | 20 juin 2000      | 21  | 0          |
| 21     | Nurul Maulana     | 21 juillet 1997   | 24  | 0          |
| 22     | Abdullah Al Akbar | 11 août 1995      | 26  | 4          |
| 23     | Aulia Al Ardh     | 23 juin 1995      | 26  | 10         |
| 24     | Gamma Rahmatullah | 26 mai 1994       | 27  | 10         |